# Andrew Jackson Beard
Andrew Jackson Beard (Alabama, 1849 — 1921) foi um inventor estadunidense de origem africana.
Foi incluido no National Inventors Hall of Fame por seu trabalho sobre o mecanismo acoplador em ferrovias.

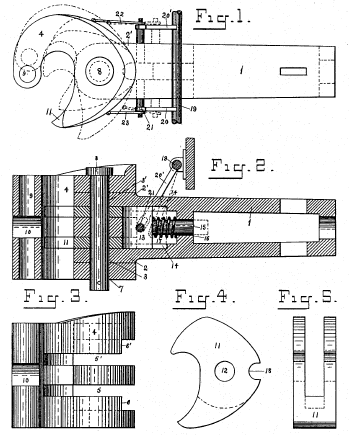
Diagrama de Beard com o acoplador, patente de 1897

## Patentes
- patent 5254836, Okada, Yuuji; Kobayashi, Toshihiko; Sasabe, Hiroshi; Aoki, Yoshimitsu; Nishizawa, Makoto; Endo, Shunji, "Method of arc welding with a ferrite stainless steel welding rod", publicado 19/10/1993
- patent 5254836, Okada, Yuuji; Kobayashi, Toshihiko; Sasabe, Hiroshi; Aoki, Yoshimitsu; Nishizawa, Makoto; Endo, Shunji, "Method of arc welding with a ferrite stainless steel welding rod", publicado 19/10/1993
- «Andrew J. Beard was a great inventor!». African American Registry. 2005. Consultado em 14 de fevereiro de 2008. Arquivado do original em 27 de março de 2009
- Bellis, Mary (2008). «Andrew Beard (1849-1921)». About.com: Inventors. Consultado em 14 de fevereiro de 2008